# I Gede Siman Sudartawa
I Gede Siman Sudartawa (sinh ngày 8 tháng 9 năm 1994) là nam vận động viên bơi lội người Indonesia. Anh ấy chuyên về bơi ngửa. Tại Đại hội Thể thao Đông Nam Á 2011, anh giành 4 chiếc huy chương vàng và lập 2 kỳ lục SEA Games.
Tại Thế vận hội Mùa hè 2012, anh đã vượt qua vòng loại với vị trí thứ 39.
Anh cũng là người cầm cờ năm 2012 vào lễ khai mạc.